# Mentor, Minnesota
Mentor är en ort i Polk County i Minnesota. Vid 2010 års folkräkning hade Mentor 153 invånare.